# John Onaiyekan
John Onaiyekan, né le 29 janvier 1944 à Kabba, actuellement dans l'État de Kogi au Nigeria, est un évêque catholique et cardinal nigérian, évêque puis archevêque d'Abuja de 1992 à 2019.

## Biographie

### Prêtre
Il est ordonné prêtre le 3 août 1969 pour le diocèse de Lokoja.
En octobre 1980, il est nommé membre de la Commission théologique internationale.

### Évêque
Le 10 septembre 1982, Jean-Paul II le nomme évêque titulaire de Thunusuda (de) et évêque auxiliaire d'Ilorin. Il est consacré le 6 janvier suivant par le pape en personne en la basilique Saint-Pierre. Le 20 octobre il est nommé évêque du diocèse.
Il est transféré à Abuja le 7 juillet 1990 comme évêque coadjuteur. Il en devient évêque le 28 septembre 1992. Le 26 mars 1994, le diocèse d'Abuja est élevé au rang d'archidiocèse métropolitain et il en devient le premier archevêque.
De 2000 à 2006 il est président de la Conférence des évêques catholiques du Nigeria. De 2003 à 2009 il est également à la tête de la Conférence épiscopale de la région Ouest de l'Afrique anglophone (AECAWA), année où elle fusionne avec son équivalent francophone dans la Conférence épiscopale régionale de l'Afrique de l'Ouest (RECOWA-CERAO).
De 2003 à 2007 il est président du Symposium des conférences épiscopales d'Afrique et de Madagascar (SCEAM).
Ses efforts pour le dialogue entre religions, et en particulier entre chrétiens et musulmans, en Afrique en général et au Nigeria en particulier, lui valent de recevoir le prix Pax Christi international 2012. Le 11 mars 2019, quelques semaines après qu'il a atteint l'âge de 75 ans, François nomme Mgr Ignatius Kaigama archevêque coadjuteur d'Abuja. La démission pour raison d'âge du cardinal Onaiyekan est acceptée le 9 novembre suivant.

### Cardinal
Le 24 octobre 2012, à l'issue de l'audience générale, Benoît XVI annonce qu'il le créera cardinal, avec cinq autres prélats, lors d'un consistoire qui se tiendra le 24 novembre suivant,.
Le 24 novembre 2012, le pape préside son cinquième consistoire ordinaire public et le crée cardinal avec le titre de cardinal-prêtre de San Saturnino. Onaiyekan participe au conclave de 2013 qui élit François.
Le 3 juillet 2013, il est appelé à assurer les charges d'administrateur apostolique du diocèse d'Ahiara (en) durant la crise qui voit les fidèles et le clergé de ce diocèse s'opposer, pour des raisons ethniques, à l'entrée en fonction de l'évêque nommé par Benoît XVI. Cette fonction prend fin le 19 février 2018 avec la démission de l'évêque et la nomination d'un nouvel administrateur apostolique.
Le vendredi 22 avril 2016, la voiture du cardinal Onaiyekan est prise pour cible par des tirs alors qu'il revenait d'une célébration dans le sud du pays.
Il atteint la limite d'âge le 29 janvier 2024, ce qui l'empêche de participer aux votes lors du prochain conclave.